# United States Botanic Garden

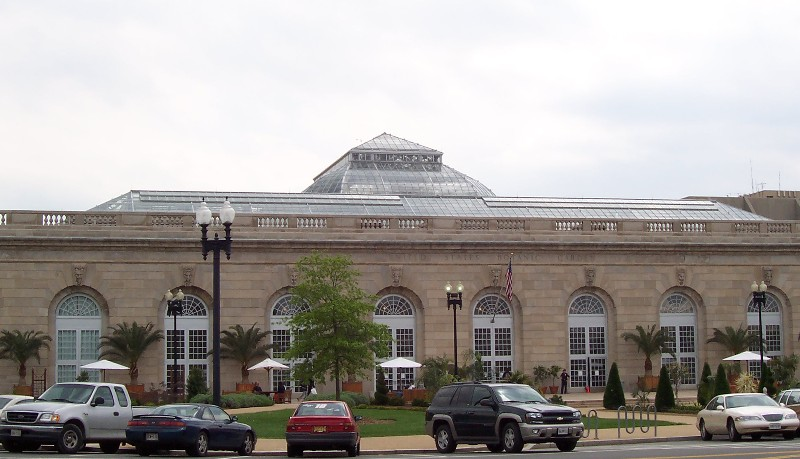
Hauptgebäude

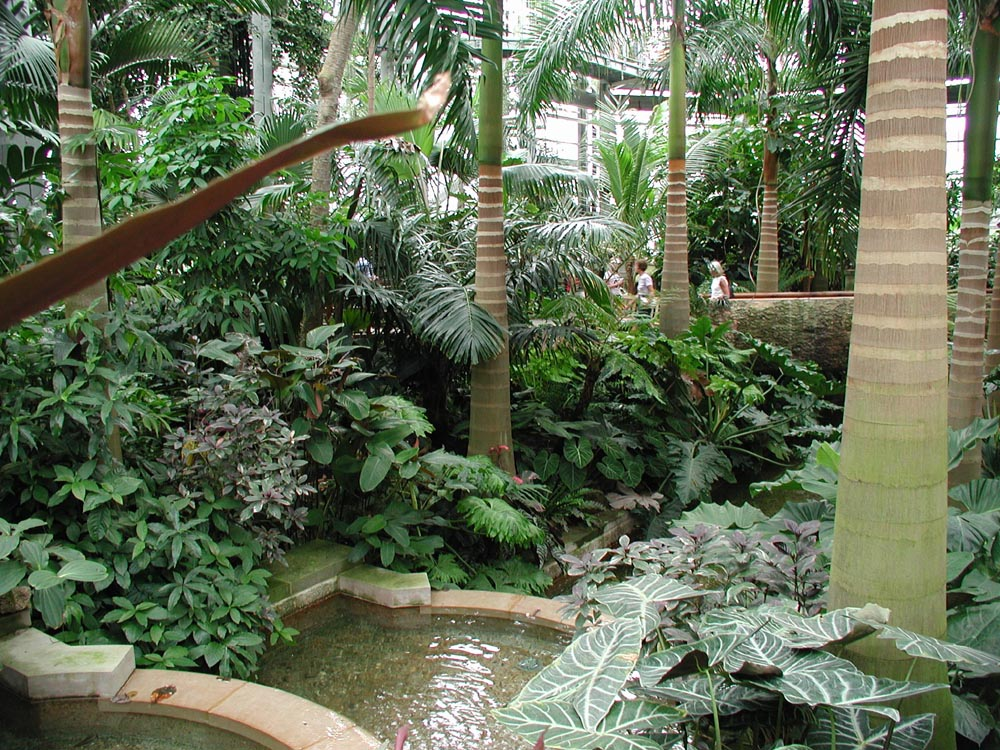
Gewächshaus

Der United States Botanic Garden (USBG; deutsch Botanischer Garten der Vereinigten Staaten) ist eine Einrichtung des US-amerikanischen Kongresses in Washington, D.C. auf dessen Gelände. Er steht unter der Aufsicht des amtierenden Architekten des Kapitols.
Die Anlage existiert seit 1820, wurde jedoch erst 1850 formal eröffnet.
Hier gibt es etwa 26.000 Pflanzen. 750.000 Personen besuchen den Garten jährlich.
Das Gewächshaus ist in folgende Themenbereiche gegliedert:
- Frightful Flora – enthält zahlreiche Giftpflanzen
- Garden Primeval – Pflanzen der Urzeit
- Hawaii
- Medicinal Plants
- Mediterranean
- Plant Adaptations – Pflanzen die in Symbiose leben
- Rare & Endangered – zeigt besonders gefährdete Pflanzenarten
- Southern Exposure – Wildpflanzen aus dem äußersten Süden des Landes
- The Tropics
- World Deserts